# Єлізаровська (станція метро)
59°53′48″ пн. ш. 30°25′24″ сх. д. / 59.89667° пн. ш. 30.42333° сх. д.
Єлізаровська (рос. Елизаровская) — станція Невсько-Василеострівної лінії Петербурзького метрополітену, розташована між станціями «Площа Олександра Невського-1» і «Ломоносовська».
Станція відкрита 21 грудня 1970 у складі ділянки «Площа Олександра Невського» - «Ломоносовська». Названа по проспекту, що носить ім'я видного представника петербурзького пролетаріату М. Т. Єлізарова , біля якого зведена. У проекті станція носила назву «Проспект Єлізарова».

## Технічна характеристика
Конструкція станції — закритого типу глибокого закладення (глибина закладення — 62 м).
Похилий хід станції тристрчковий, починається з південного торця станції.
У тунелях між «Ломоносовською» і «Елізаровською» вперше застосовано замість чавунної залізобетонна оправа, утиснута в породу. Нововведення було розроблено у зв'язку з частими деформаціями будівель на поверхні, просідаючих в зоні проходження лінії метро.

## Вестибюль
Наземний вестибюль станції ' окремо розташованою будівлею з заскленим фасадом. У північній стіні будівлі знаходяться великі вікна. Під вікнами знаходиться балкон над ескалаторним ходом, закритий для проходу пасажирів. Зал вестибюля має гранітну підлогу. Освітлення — «Офісні світильники», заглиблені в стелю, над касами встановлені закарнізні світильники. Зовні станції над входом встановлено козирок, в якому розміщені квадратні стельові світильники.
Вихід у місто на проспект Єлізарова і вулицю Бабушкіна.

## Оздоблення
Стіни станції оздоблені білим мармуром. Двері пофарбовані в чорний колір і прикрашені гофрованої смугою. Спочатку освітлення станції було закарнізне: джерела світла були приховані за мідними пластинами. Порівняно недавно, в 2006 році, освітлення було посилено — на додачу до наявних закарнізних світильників, були додані «офісні», прикручені замість матового скла на смузі карниза. Безсумнівно, на станції стало світліше, проте тепер світло не рівномірно розсіюється, відбиваючись від склепіння, а б'є в очі пасажирам. Назви станції, які заважали установці світильників, були перенесені вище, на мідні пластини карнизів.
Торцеву стіну «Єлізаровської» прикрашає рельєф «Повстання пролетаріату» (скульптор Д. М. Нікітін), розташований на декоративній решітці. Його тема підказана географією станції: вона знаходиться в центрі колишньої Невської застави, відомої своєю революційною історією.

## Ремонт
З 8 лютого по 29 грудня 2016 року станція була закрита на реконструкцію .Причина закриття — порушення гідроізоляції похилого ходу через зношеність основних несучих конструкцій його чавунної оброблення. 
В ході ремонту відновлено гідроізоляція похилого ходу, змонтовано близько 1,4 тис. м2 нових водовідвідних парасольок з композитних матеріалів з антивандальним покриттям, встановлені нові люмінесцентні світильники. Також проведено капітальний ремонт ескалаторів, заміна елементів оздоблення станції та вестибюлі, модернізація турнікетів і системи відеоспостереження, встановлення пандусів і додаткових вхідних груп для людей з обмеженими можливостями. В ході ремонту вікна в північному торці вестибюля були замінені на панно.
У вересні 2016 року основні роботи з ремонту станції були завершені[3]. Відкрита на 19 днів раніше терміну.
Станція була відкрита з недоробками: один з ескалаторів відремонтувати не встигли — він розпочне роботу 13 лютого.
На час ремонту були задіяні додаткові автобусні маршрути № 8Б (метро «Елізаровская» — метро «Ломоносовська») і 8В (пл. Олександра Невського — Троїцьке поле), вони були закриті 31 грудня[4]. Вестибюль станції «Пл. Олександра Невського» 4-ї лінії на час ремонту працював повний день — з 5:32 до 0:31

## Ресурси Інтернету
- «Єлізаровська» на metro.vpeterburge.ru [Архівовано 27 березня 2014 у Wayback Machine.] (рос.)
- «Єлізаровська» на ometro.net (рос.)
- «Єлізаровська» на форумі metro.nwd.ru [Архівовано 4 березня 2016 у Wayback Machine.] (рос.)
- Санкт-Петербург. Петроград. Ленінград: Енциклопедичний довідник. «Єлізаровська» (рос.)